# Kernenergie in der Ukraine

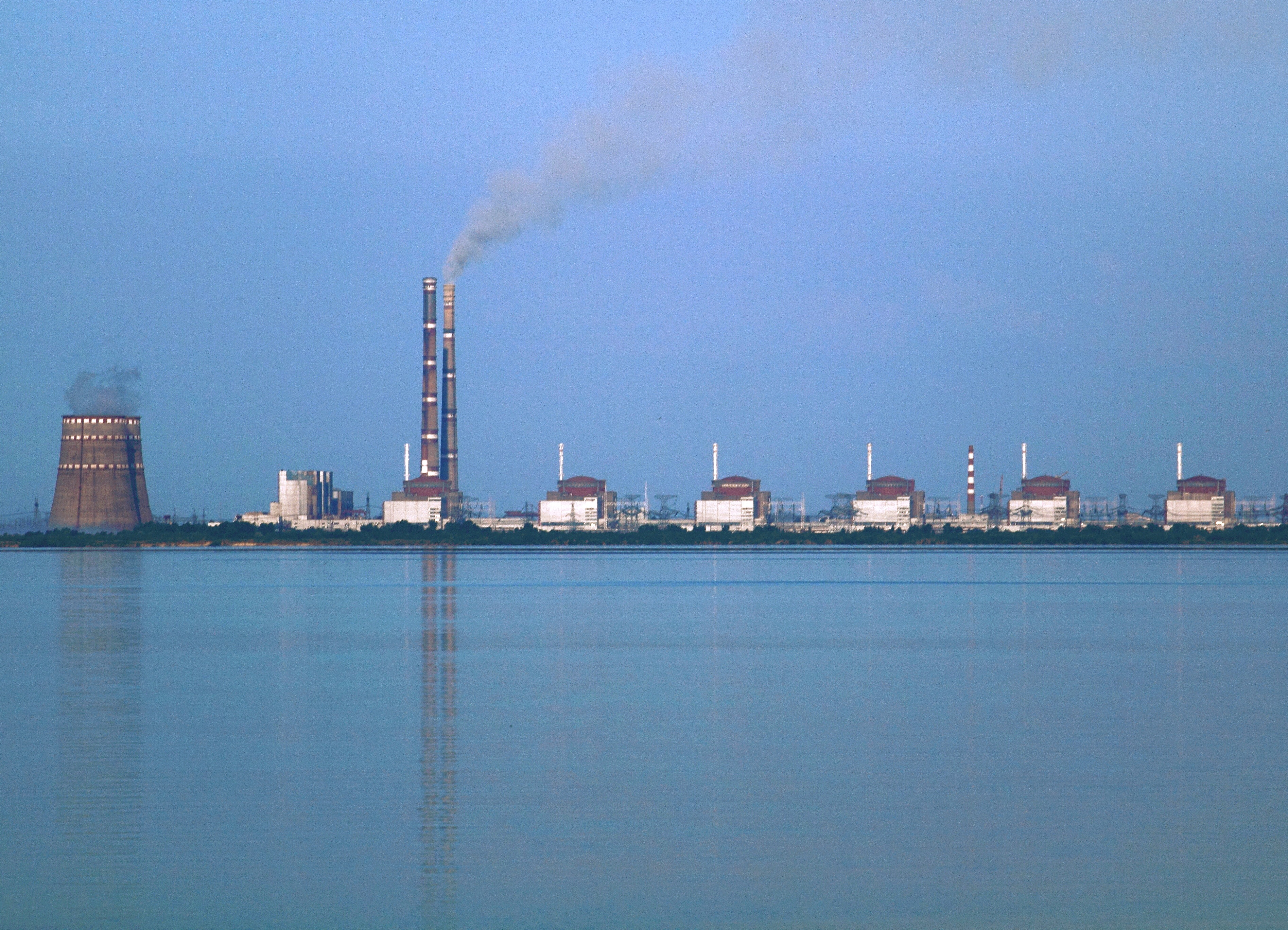
Kernkraftwerk Saporischschja, das leistungsstärkste Kernkraftwerk Europas

Die Kernenergie in der Ukraine spielt eine zentrale Rolle in der Stromerzeugung des Landes, wobei sie über die Hälfte des Bedarfs deckt. Die kommerzielle Nutzung der Kernenergie in der Ukraine begann im Jahr 1978 mit dem Betrieb des Kernkraftwerks Tschernobyl. Die Nuklearkatastrophe von 1986 in diesem Kraftwerk stellte einen Wendepunkt dar, dessen Auswirkungen nicht nur das Land, sondern auch die weltweite Atompolitik prägten. Nach dem Zerfall der Sowjetunion bemühte sich die Ukraine um technologische Unabhängigkeit von Russland und begann zunehmend mit westlichen Ländern und Organisationen zu kooperieren. Im Jahr 2022 rückte durch die Besetzung des Kernkraftwerks Saporischschja im Zuge des russischen Angriffskrieges die Sicherheit und Zukunft der ukrainischen Kernenergie erneut in den Fokus internationaler Aufmerksamkeit.

## Allgemeines

### Überblick

Ukrainischer Strommix von 1985–2024

Stand 2023 sind in der Ukraine insgesamt 15 Reaktorblöcke an vier Standorten in Betrieb, die zur Stromerzeugung dienen. Alle diese Reaktoren sind Druckwasserreaktoren sowjetischer Bauart (WWER). Neben den Leistungsreaktoren gibt es in Kiew einen nuklearen Forschungsreaktor und in Charkiw eine unterkritische Neutronenquelle. An dem Standort Tschernobyl werden Stilllegungs- und Rückbauarbeiten an drei Reaktorblöcken vom Typ RBMK durchgeführt. Der zerstörte Reaktorblock 4 befindet sich zusammen mit dem im Jahr 1986 errichteten Sarkophag im New Safe Confinement (NSC).
Das leistungsstärkste Kernkraftwerk steht in Saporischschja. Dort laufen sechs Reaktoren des Typs WWER-1000, die zwischen 1985 und 1996 in den kommerziellen Betrieb genommen wurden. Jeder dieser Blöcke erzeugt im Volllastbetrieb eine Nettoleistung von 950 Megawatt (MW). Etwa 250 Kilometer westlich befindet sich das Kernkraftwerk Südukraine mit drei Reaktorblöcken aus der WWER-1000-Baureihe. Diese haben ebenfalls eine Nettoleistung von 950 MW und wurden in den Jahren 1983, 1985 und 1989 in Betrieb genommen. Etwa 65 Kilometer südlich der belarussischen Grenze liegt das Kernkraftwerk Riwne, mit zwei WWER-1000-Reaktoren. Riwne-4 ist dabei der jüngste ukrainische Reaktorblock und startete seinen kommerziellen Betrieb im Jahr 2006. Riwne-3 ist seit 1987 in Betrieb. Zusätzlich produzieren seit 1981 bzw. 1982 zwei Reaktoren vom Typ WWER-440 eine Nettoleistung von jeweils etwa 380 MW. In rund 150 Kilometern Entfernung zur belarussischen Grenze steht das Kernkraftwerk Chmelnyzkyj, an dem seit 1988 bzw. 2004 zwei Reaktoren der WWER-1000-Baureihe in Betrieb sind.
Im Jahr 2015 waren etwa 38.000 Menschen im Bereich der ukrainischen Kernenergie beschäftigt.
Die ukrainischen Kernkraftwerke decken laut Angaben der Internationalen Energie Agentur (IEA) mit einer jährlichen Stromproduktion von etwa 75 Terawattstunden (TWh) mehr als die Hälfte des nationalen Strombedarfs (ungefähr 135 TWh im Jahr 2019).
Zum Zeitpunkt des russischen Überfalls befand sich die Ukraine in einem Inselbetrieb für ihre Stromversorgung, sie war also nicht mit den Stromnetzen ihrer Nachbarländer verbunden. Dadurch entfielen beispielsweise Stromimporte aus Belarus im Umfang von etwa 800 bis 900 Megawattstunden. Am 16. März 2022 wurde das ukrainische Netz mit dem europäischen Verbundnetz zusammengeschlossen, was länderübergreifende Stromimporte und -exporte ermöglicht und Netzschwankungen oder -ausfälle leichter ausgleichen kann.

### Wichtige Organisationen
Folgende staatlichen Institutionen spielen eine wichtige Rolle beim Betrieb der ukrainischen Kernenergiereaktoren:
- die National Nuclear Energy Generating Company Energoatom, kurz NNEGC Energoatom (ukrainisch НАЕК Енергоатом), Betreibergesellschaft für alle ukrainischen Kernkraftwerke,
- die Atomaufsichtsbehörde State Nuclear Regulatory Inspectorate (SNRI, Державна інспекція ядерного регулювання України), die zentrale Exekutivbehörde, die für die Gestaltung und Umsetzung der staatlichen Politik im Bereich der nuklearen Sicherheit zuständig ist,
- das State scientific and technical center for nuclear and radiation safety (SSTC NRS, Державний науково-технічний центр з ядерної та радіаційної безпеки), eine Expertenorganisation der SNRIU, die technische Lösungen, rechtliche Bestimmungen und Standards der nuklearen Sicherheit überprüft, die Sicherheit der Kernenergie bewertet und Analysen durchführt,
- das State Specialized Enterprise “Chernobyl NPP” (SSE ChNPP, Державне спеціалізоване підприємство «Чорнобильська АЕС») für die Dekommissionierung und Überwindung der Folgen des Unfalls von Tschernobyl sowie für die Verwaltung radioaktiver Abfälle und temporärer Lagerstätten,
- das Institute for Nuclear Research (INR NASU, Інститут ядерних досліджень), zuständig für die Erforschung der Auswirkungen von Unternehmen des Kernbrennstoffkreislaufs auf ökologische Systeme und
- das National Science Centre “Kharkov institute of physics and technology” (NSC KIPT NASU, Національний науковий центр «Харківський фізико-технічний інститут»), ein Forschungsinstitut für Atomindustrie, Kernenergie, Materialwissenschaft, Beschleunigerausrüstung und neue Energiequellen.

### Planungen und Projekte (Auswahl)
Der Bau der Blöcke Chmelnyzkyj-3 und -4 wurde kurz nach ihrem Baustart in den 1980er Jahren ausgesetzt. Es gibt Überlegungen, Komponenten des eingestellten Projekts des Kernkraftwerks Belene für die Fertigstellung dieser Blöcke zu verwenden. Mit der Westinghouse Electric Corporation besteht eine Vereinbarung für weitere neun AP1000-Blöcke an verschiedenen Standorten in der Ukraine. Auch der Bau von Block 5 und Block 6 in Chmelnyzkyj wurde genehmigt. Ihre Inbetriebnahme ist für 2030–2032 geplant, wobei Komponenten des eingestellten VC-Summer-Projekts verwendet werden könnten.
Im Bereich der Small Modular Reactors (SMR) plant ein Konsortium mit Holtec International und Energoatom den Bau von sechs SMR-160 am Standort des Kernkraftwerks Riwne ab 2030. Mit NuScale Power, Holtec, Leadcold und Rolls-Royce Holdings bestehen Absichtserklärungen für die Prüfung von Einsatzmöglichkeiten ihrer Anlagen in der Ukraine.
Während der UN-Klimakonferenz in Dubai im Jahr 2023 unterzeichnete die Ukraine zusammen mit 21 weiteren Staaten eine Erklärung mit dem Ziel, auf eine Verdreifachung der weltweiten Kernenergiekapazität bis zum Jahr 2050 hinzuwirken. Auf diese Weise soll die Abhängigkeit von fossilen Energieträgern reduziert werden, um Klimaneutralität und das 1,5-Grad-Ziel zu erreichen.

## Geschichte

### Anfänge in der Sowjetunion
Ukrainische Wissenschaftler leisteten bedeutende Beiträge zur kerntechnischen Forschung der Sowjetunion. Dies betraf sowohl die Entwicklung von Kernwaffen als auch die friedliche Nutzung der Kernkraft. Im Jahr 1970 wurde das Institute for Nuclear Research (INR) in Kiew ins Leben gerufen. Die Aktivitäten des INR umfassten vor allem Grundlagen und angewandte Forschung in den Bereichen Kernphysik, Reaktorphysik, die Untersuchung der Perspektiven der Kernenergieindustrie sowie Forschung im Zusammenhang mit der Verwendung von Isotopen und Strahlung für wirtschaftliche und medizinische Zwecke. S. 61 f.
Auf dem XXVI. Kongress der KPdSU im Jahr 1981 betonte Leonid Breschnew die Notwendigkeit, die Brennstoff- und Energiebilanz der Sowjetunion zu verbessern. Die Schwerpunkte lagen auf der Reduzierung des Ölanteils zugunsten von Erdgas und Kohle sowie auf der beschleunigten Entwicklung der Kernenergie. Die Pläne der KPdSU für 1981–1985 sahen vor, dass Kernenergie ein Zehntel der nationalen Stromproduktion ausmachen sollte. Die Entscheidung basierte auf der Tatsache, dass 55 % der weltweiten fossilen Brennstoffvorkommen in schwer zugänglichen Regionen Westsibiriens lagen, was zu erhöhten Transportkosten und steigenden Stromerzeugungskosten führte. Um diese Herausforderungen zu bewältigen, konzentrierte sich die UdSSR zunächst auf den Bau von Kernkraftwerken vom Typ RBMK, da die Produktionskapazitäten für wassermoderierte Reaktoren (WWER) in den späten 1970er bis frühen 1980er Jahren begrenzt waren. S. 74 f.
Die RBMK-Reaktoren wurden in der Ukraine nur im Kernkraftwerk Tschernobyl errichtet, das 1977 ans Netz ging und ein Jahr später den kommerziellen Betrieb aufnahm. Alle danach gebauten ukrainischen Kraftwerke (Saporischschja, Riwne, Chmelnyzkyj und Südukraine) verwenden wassergekühlte, wassermoderierte Reaktoren (WWER-Design). Der Bau des ersten WWER-Kernkraftwerks in der Ukraine begann 1973 in der Region Riwne. Der erste Riwne-Reaktor wurde im Dezember 1980 in Betrieb genommen, der zweite ein Jahr später. Die Entscheidung zum Bau des Kernkraftwerks in Saporischschja fiel 1977. S. 76 f.

### Tschernobyl

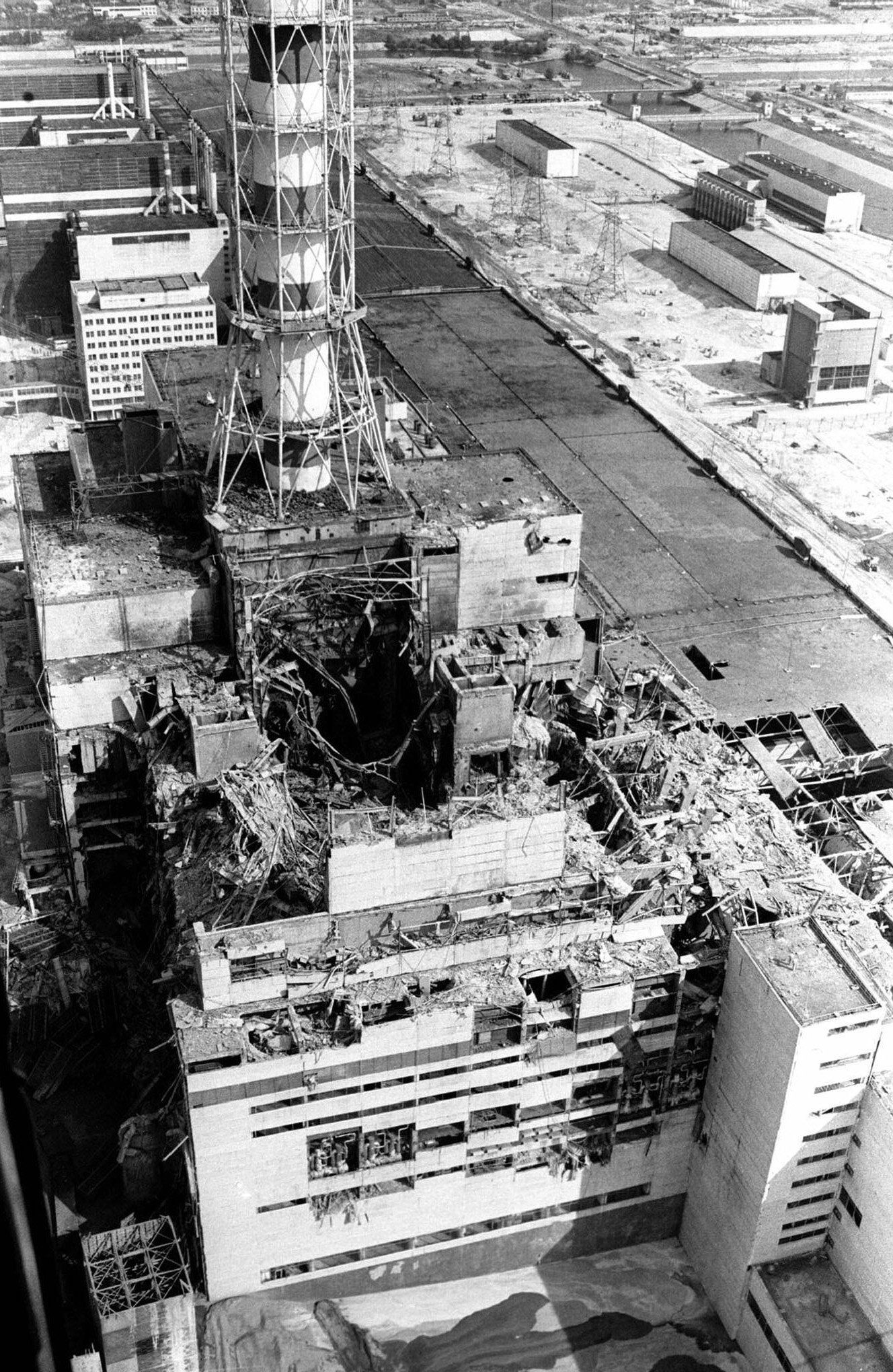
Luftaufnahme des zerstörten Tschernobyl-Reaktors

Der Unfall im Kernkraftwerk Tschernobyl ereignete sich am 26. April 1986 während einer geplanten Revision des 4. Blocks. Der Unfall hatte weltweit dramatische Auswirkungen auf die öffentliche Wahrnehmung von Kernenergie und das Verständnis von Reaktorsicherheit. Bei einem Inbetriebsetzungsversuch zur Überprüfung bestimmter Sicherheitseigenschaften des Not- und Nachkühlsystems kam es aufgrund unvorhergesehener Anlagenzustände zu einem unkontrollierten Anstieg der Leistung. Die Handabschaltung konnte aufgrund der Besonderheiten des RBMK-Kerns die rapide Freisetzung von Energie in den Brennelementen nicht kompensieren. Dies führte zur vollständigen Zerstörung des Reaktorkerns und des umgebenden Gebäudes durch einen extremen Druckanstieg im Reaktorkern. Infolge des Unfalls starben 31 Personen sofort durch akutes Strahlensyndrom und weitere bekamen langfristige Gesundheitsprobleme, einschließlich Schilddrüsenkrebs. Tausende Liquidatoren, die in den hochbelasteten Gebieten eingesetzt wurden, erlitten lebensgefährliche Strahlenexpositionen. Psychogene Erkrankungen waren bei den Betroffenen weit verbreitet. Evakuierungen und Umsiedlungen betrafen Hunderttausende Menschen. Große Landflächen wurden radioaktiv kontaminiert, und die Sperrzone um Tschernobyl bleibt unbewohnbar. Nach dem Tschernobyl-Unfall waren Informationen über die Folgen unvollständig, geschönt und verspätet. Die sowjetische Bevölkerung wurde unzureichend informiert, und die genauen Auswirkungen wurden erst im Laufe der Jahre sichtbar.
Der Generalsekretär der KPdSU, Michail Gorbatschow erkannte, dass die Geheimhaltung mit der von ihm eingeleiteten Politik einer größeren Transparenz und Offenheit der Staatsführung gegenüber der Bevölkerung unvereinbar war und erklärte bei einer Politbüro-Sitzung am 3. Juli, dass die Wahrheit offengelegt werden müsse. Dieser Vorfall diente als ein Anstoß für Gorbatschows Glasnost-Programm, das er ein Jahr nach dem Unfall im Januar 1987 offiziell einleitete. Die Tragödie führte auch zu verstärkten Abrüstungsbemühungen, da Gorbatschow die potenzielle Zerstörungskraft von Nuklearwaffen betonte. Er argumentierte, dass 100 Tschernobyls in einer einzigen SS-18-Rakete enthalten waren, und betonte die Dringlichkeit der Abrüstung. Die Ereignisse nach Tschernobyl beeinflussten die Prioritäten der sowjetisch-amerikanischen Beziehungen und verstärkten die Argumente für nukleare Abrüstung. S. 193 ff.
Zwischen 1986 und 1989 beliefen sich die direkten finanziellen Verluste und Ausgaben aller an der Bewältigung der Katastrophe in der UdSSR beteiligten Einrichtungen auf insgesamt 9,2 Milliarden Rubel (ungefähr 15,18 Milliarden USD1989). Nach dem Zusammenbruch der UdSSR wurden die neu unabhängigen Staaten – Ukraine, Belarus und die Russische Föderation – selbst für die Liquidationsaktivitäten verantwortlich und mussten die restliche Finanzierung aus ihren eigenen Staatshaushalten decken. S. 195 f.

### Unabhängige Ukraine

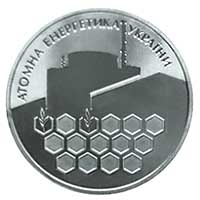
Rückseite einer der Kernenergie gewidmeten 2-Hrywnja-Gedenkmünze aus dem Jahr 2004

Aufgrund des Tschernobyl-Unfalls und den damit verbundenen sozialen Spannungen verhängte das Parlament der USSR im September 1990 ein Moratorium, das den Bau neuer Kernkraftwerke und die Erweiterung bestehender Anlagen untersagte. Das Moratorium führte zu erheblichen Problemen für die Arbeitskräfte, insbesondere für die Menschen, die am Bau neuer Reaktoren beteiligt waren. Die Arbeitskräfte gerieten aufgrund der massiven Schrumpfung öffentlicher Aufträge in eine sehr schwierige sozioökonomische Situation, und soziale Unruhen waren die Folge. Während des Moratoriums gab es im ganzen Land Probleme mit der Stromversorgung. Am 21. November 1993 wurde das Moratorium aufgehoben, da der Ausbau der Kernenergie als wichtiger Beitrag zur Überwindung der Energiekrise angesehen wurde. Geplant war unter anderem die Inbetriebnahme von sechs weiteren Reaktoren bis 1999 und die Schaffung von Brennstoff-Fertigungsanlagen. S. 200 ff.
Die Umsetzung dieser Pläne erwies sich aufgrund der angespannten wirtschaftlichen Situation allerdings als schwierig. Problematisch war auch der Wegzug von Fachkräften. Aufgrund unzureichender Vergütung wechselten viele Spezialisten zu Arbeiten in Atomkraftwerken in Russland. Die Ukraine war zudem von russischer Ausrüstung abhängig (siehe Kernbrennstoff), und der Versuch, eine eigene Produktion aufzubauen, erwies sich ebenfalls als kostspielig. S. 205 f. Korruption im Energiesektor und in der Regierung im Allgemeinen erschwerten die Unabhängigkeitsbestrebungen zusätzlich.
Nach dem Moratorium gingen mit Saporischschja 6 (1995), Chmelnyzkyj 2 (2004) und Riwne 4 (2004) noch drei neue Reaktoren ans Netz, deren Bau schon vor dem Moratorium begonnen hatte und zu diesem Zeitpunkt schon fast abgeschlossen war. S. 204
Seit den frühen 1990er Jahren hat die Regierung verschiedene Regularien getroffen, um die Entwicklung der Kernenergie zu fördern, zu steuern und zu regulieren. Trotz dieser wiederholten Reformen hat die Kernindustrie zuweilen mit Personalmangel und unklaren Zuständigkeiten zu kämpfen gehabt. Nach der Erlangung der staatlichen Unabhängigkeit im Februar 1992 gründete die Ukraine ein Staatskomitee für Nuklear- und Strahlensicherheit, das jedoch Ende 1994 aufgelöst wurde. Die Aufgaben wurden dem neu geschaffenen Ministerium für Umweltschutz und nukleare Sicherheit übertragen. In den folgenden Jahren kam es zu weiteren Veränderungen, und schließlich wurde im Dezember 2000 aufgrund internationalen Drucks eine eigenständige staatliche Aufsichtsbehörde etabliert, die später SNRI bzw. SNRIU genannt wurde. Das Land kooperiert eng mit internationalen Organisationen wie der Internationalen Atomenergie-Organisation (IAEO), der Europäischen Union und anderen Gruppen, um sicherzustellen, dass die nationalen Standards den internationalen Normen entsprechen. Nachdem die Ukraine im Rahmen des Budapester Memorandums ihre Atomwaffen aufgegeben hatte, erhielt sie von der internationalen Gemeinschaft breite Unterstützung für die Entwicklung ihrer Kernkraft. S. 257 Die Europäische Kommission, IFC, EBRD und verschiedene Länder leisteten Hilfe durch bilaterale Beziehungen. Trotz schwieriger wirtschaftlicher und politischer Bedingungen gelang es der Ukraine, einen erfolgreichen Kernenergiekomplex aufzubauen, der schließlich etwa die Hälfte ihres Stroms liefert. S. 262 f.
Die G7 und die internationale Gemeinschaft betonten die Notwendigkeit der Schließung des Kernkraftwerks Tschernobyl aus Sicherheitsgründen und zeigten sich bereit, finanzielle Mittel und technische Unterstützung dafür zur Verfügung zu stellen. Im Jahr 2000 wurde das Kernkraftwerk Tschernobyl nach fast acht Jahren politischen Drucks endgültig stillgelegt. S. 224 ff.
Die Annexion der Krim im Jahr 2014 stellte den ukrainischen Nuklearsektor vor neue Herausforderungen: um die Anstrengungen für den weiteren Ausbau der Kernenergie wissenschaftlich abzusichern, gründete die ukrainische Regierung im Jahr 1996 die Sevastopol National University of Nuclear Energy and Industry. Diese Hochschuleinrichtung befindet sich jedoch auf der von Russland beanspruchten Krim. Außerdem wurden viele ukrainische Atomexperten in Moskau, St. Petersburg und Jekaterinburg ausgebildet.

### Auswirkungen des russischen Überfalls 2022

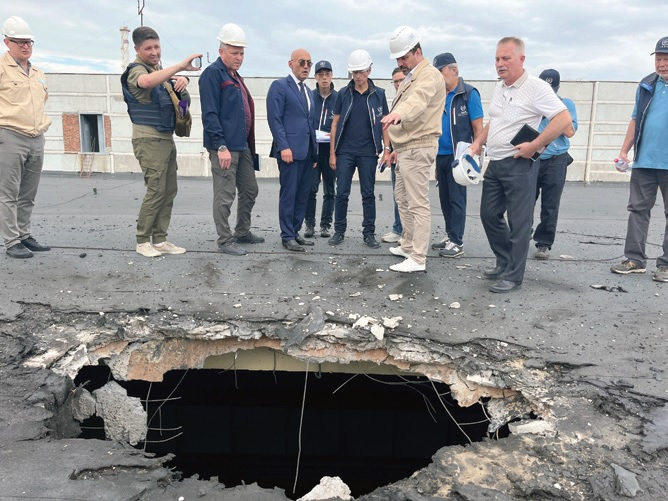
Ein Team der IAEO untersucht die durch Beschuss verursachten Schäden am Dach eines Gebäudes im Kernkraftwerk Saporischschja, das unter anderem zur Lagerung von Kernbrennstoff und radioaktiven Abfällen dient.

Während des russischen Überfalls auf die Ukraine im Jahr 2022 erhielt die Kernenergie in der Ukraine erneut internationale Aufmerksamkeit. Im Verlauf der militärischen Auseinandersetzungen wurde die Anlage von Tschernobyl von russischen Truppen eingenommen. Besondere Besorgnis galt den ukrainischen Schichtmannschaften in Tschernobyl, die ohne Möglichkeit der Ablösung auf der Anlage verblieben waren. Es bestand die Befürchtung, dass die Ummantelung der Reaktorruine beschädigt und Stromausfälle verursacht werden könnten. Im weiteren Verlauf des Krieges gab Russland die Besatzung des Gebietes auf.
Weitaus größere Bedenken lösten die Ereignisse im Kernkraftwerk Saporischschja aus. In der Nacht zum 4. März 2022 drangen russische Angreifer gewaltsam in die Stadt Enerhodar und auf das Gelände des Kernkraftwerks ein. Dabei wurde ein Verwaltungs- und Schulungsgebäude vor dem Betriebsgelände beschossen. In diesem Gebäude hatten sich ukrainische Nationalgardisten verschanzt, die die Anlage bewachten. Der Angriff führte zu einem Brand, drei Nationalgardisten kamen ums Leben. Zudem wurde das im Gebäude befindliche Simulatorzentrum, in dem die Schichtmannschaften geschult wurden, schwer beschädigt. Seit Oktober 2022 versuchen die Besatzer, das Kraftwerk formalrechtlich zu übernehmen. Am 5. Oktober 2022 erließ der russische Präsident Wladimir Putin ein Dekret zur Überführung des Kernkraftwerks Saporischschja in den Besitz der Russländischen Föderation, vertreten durch den Atomkonzern Rosenergoatom. Russland kam der mehrfachen Aufforderung der IAEO, das Kraftwerksgelände aus Sicherheitsgründen zu demilitarisieren, bisher (Stand Dezember 2023) nicht nach. Seit Anfang September 2022 ist die IAEO mit einem kleinen Team dauerhaft vor Ort präsent.
Abgesehen von der öffentlich nicht diskutierten militärischen Absicherung hatten die Ereignisse keinen Einfluss auf den Betrieb der übrigen ukrainischen Kernkraftwerke, die maßgeblich zur Versorgungssicherheit in der Ukraine beitragen. Das ukrainische Stromnetz, das im Februar 2022 in den europäischen Stromverbund ENTSO-E integriert wurde, hielt den Kriegshandlungen stand.

## Kernbrennstoff
Die Ukraine gilt als Land mit den größten Uranlagerstätten Europas, die sich größtenteils im Ukrainischen Schild befinden und nur durch Tiefbau erreichbar sind. Laut der World Nuclear Association (WNA) belegt das Land den 11. Platz in der Liste der weltweit führenden Uranbergbauländer (Stand 2015). Der Uranabbau begann 1948, bis 2015 wurden etwa 65.000 t Uranerz gewonnen, die Produktion von reinem Uran lag zu diesem Zeitpunkt bei etwa 1000 t pro Jahr. Das Eastern Mining and Ore Dressing Enterprise (VostGOK) ist das größte in Europa und das einzige Unternehmen in der Ukraine, das Uranerz abbaut, verarbeitet und Urankonzentrat herstellt.
Allerdings verfügt die Ukraine über keine Einrichtungen für die Uran-Anreicherung und Wiederaufarbeitung. Sie bezog ihren nuklearen Brennstoff für lange Zeit vollständig aus Russland und schickte die abgebrannten Brennelemente zur Wiederaufarbeitung dorthin zurück. Zudem verließ sich die Ukraine auf russische Technologie für die nuklearen Reaktoren, sowohl für bestehende als auch für geplante oder im Bau befindliche Anlagen. In den 1990er Jahren genehmigte die ukrainische Regierung ein Programm, das darauf abzielte, den gesamten nuklearen Brennstoff für alle Reaktoren des Landes selbst zu produzieren. Dieses Vorhaben erhielt jedoch nur begrenzte finanzielle Unterstützung und konnte seine Ziele nicht erreichen. Im Jahr 2009 wurde ein staatliches Wirtschaftsprogramm namens Nuclear Fuel of Ukraine verabschiedet, das das bescheidenere Ziel verfolgte, die Diversifizierung der nuklearen Brennstoffversorgung für die Kraftwerke des Landes zu fördern. Ein wichtiger Bestandteil dieser Strategie war die verstärkte inländische Uranerzförderung. Die Ukraine verhandelte mit Russland über die Schaffung einer staatlichen Gesellschaft mit russischer Minderheitsbeteiligung, die ab Ende der 2010er Jahre Brennstoffbaugruppen in der Ukraine herstellen sollte. Obwohl die ukrainische Regierung im Jahr 2014 Pläne für den Bau einer solchen Anlage beschlossen hatte, gab es aufgrund erheblicher Finanzierungsprobleme und der anhaltenden ukrainisch-russischen Krise bisher keinen Baubeginn. Als Maßnahme zur Diversifizierung der nuklearen Brennstoffversorgung hat Energoatom beschlossen, Brennstoff von Westinghouse in seinen Druckwasserreaktoren (WWER-1000) zu verwenden. Die Zusammenarbeit begann im Jahr 2000 mit einem Pilotprogramm, das 2005 die Verwendung von sechs Testbaugruppen von Westinghouse neben russischem Brennstoff in einem Reaktorkern einschloss.
Nach dem Überfall Russlands auf die Ukraine hat Energoatom ab März 2022 vollständig auf den Kauf von russischem nuklearem Brennstoff verzichtet. Im September 2023 wurde die erste Lieferung von nuklearem Brennstoff von Westinghouse erfolgreich in den WWER-440-Reaktor des Kernkraftwerks Riwne geladen. Der Brennstoff wurde in der Westinghouse-Anlage in Schweden produziert, wobei Spezialisten von Energoatom an dem Prozess beteiligt waren. Der Vertrag über die Lieferung entsprechender Brennstoffbaugruppen für den WWER-440-Reaktor wurde im September 2020 abgeschlossen.

## Radioaktiver Abfall

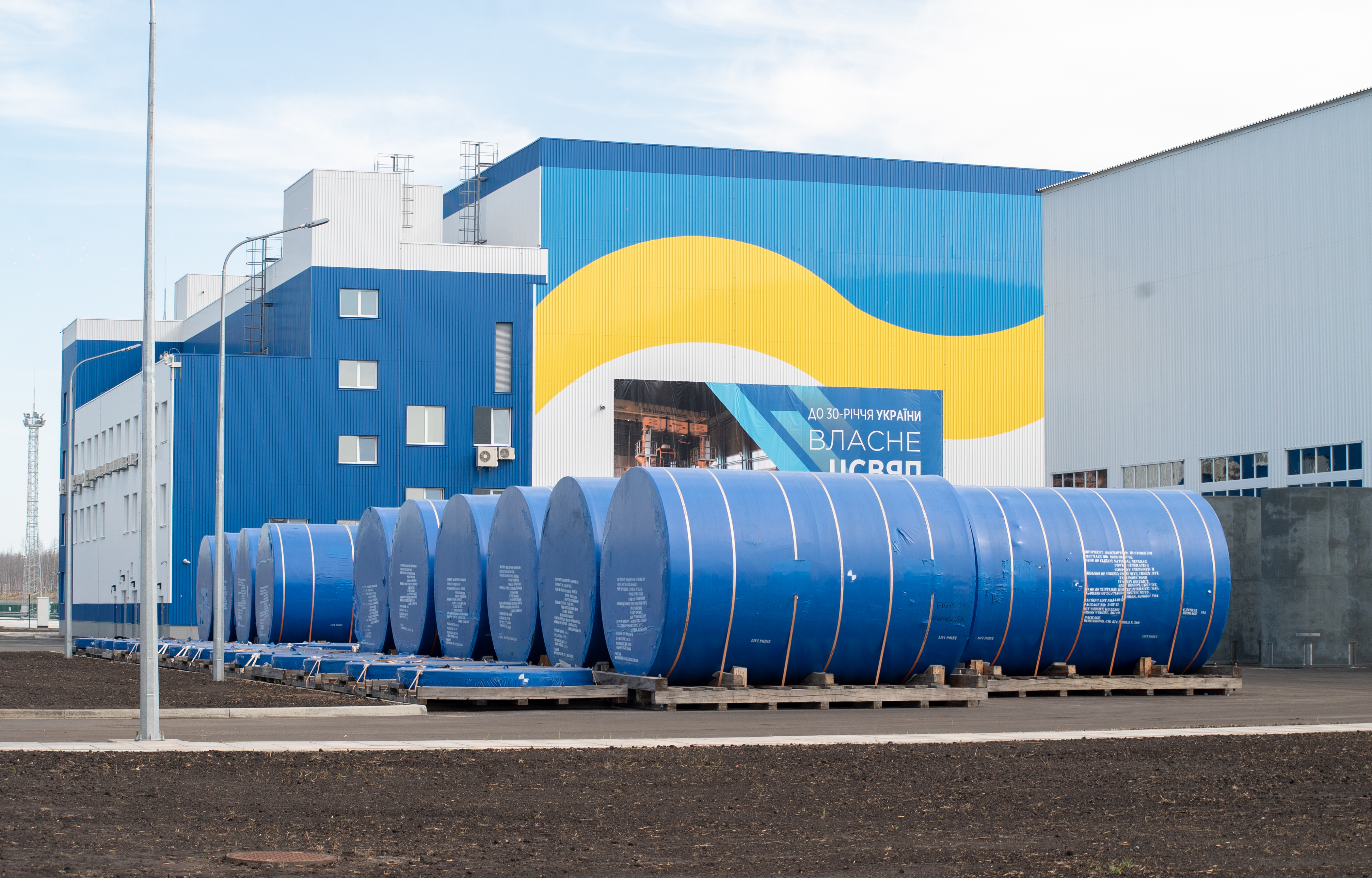
Im Jahr 2021 wurde innerhalb der Sperrzone von Tschernobyl das zentrale Zwischenlager (CSFSF) für abgebrannte Brennelemente fertiggestellt.

Bis zum Jahr 2022 war es üblich, dass der abgebrannte Kernbrennstoff der WWER-Reaktoren auf dem Gelände der Kraftwerke zwischengelagert und anschließend in Russland (Schelesnogorsk oder Osjorsk) wiederaufbereitet wurde.
In den 2010er Jahren hat die Ukraine eine Strategie für das radioaktive Abfallmanagement der nächsten 50 Jahre entwickelt. Die Ziele umfassen den Aufbau eines effektiven Managements für radioaktiven Abfall nach internationalen Standards in Zusammenarbeit mit der IAEO und der EU. Als Teil dieser nationalen Strategie hat Energoatom radioaktive Abfallbehandlungskomplexe an den Kernkraftwerken Saporischschja und Riwne in Betrieb genommen. Zur Handhabung des radioaktiven Abfalls werden verschiedene Techniken wie Verbrennung und Verdichtung zur Volumenreduktion eingesetzt.
Langfristig wird abgebrannter Brennstoff in der Ukraine in Abklingbecken an den Standorten der Kernkraftwerke gelagert. Darüber hinaus kann er auch in Zwischenlagern trocken gelagert werden, wie in der Dry Spent Fuel Storage Facility am Kernkraftwerk Saporischschja. Ein zentrales Lager für abgebrannten Brennstoff wurde nahe Tschernobyl gebaut (Centralised Spent Fuel Storage Facility, CSFSF), mit einer Lagerzeit von bis zu 100 Jahren. Pläne für eine Endlagerung in tiefe geologische Formationen sind noch in Arbeit.

## Öffentliche Wahrnehmung
Bis in die späten 1980er Jahre wurden Atomkraftwerke von Umweltschützern und führenden Köpfen der ukrainischen Nationalbewegung als Fremdkörper und Instrumente der Russifizierung betrachtet. Im Laufe der Zeit wurden sie jedoch verstärkt als zentrale Elemente der nationalen ukrainischen Identität angesehen.

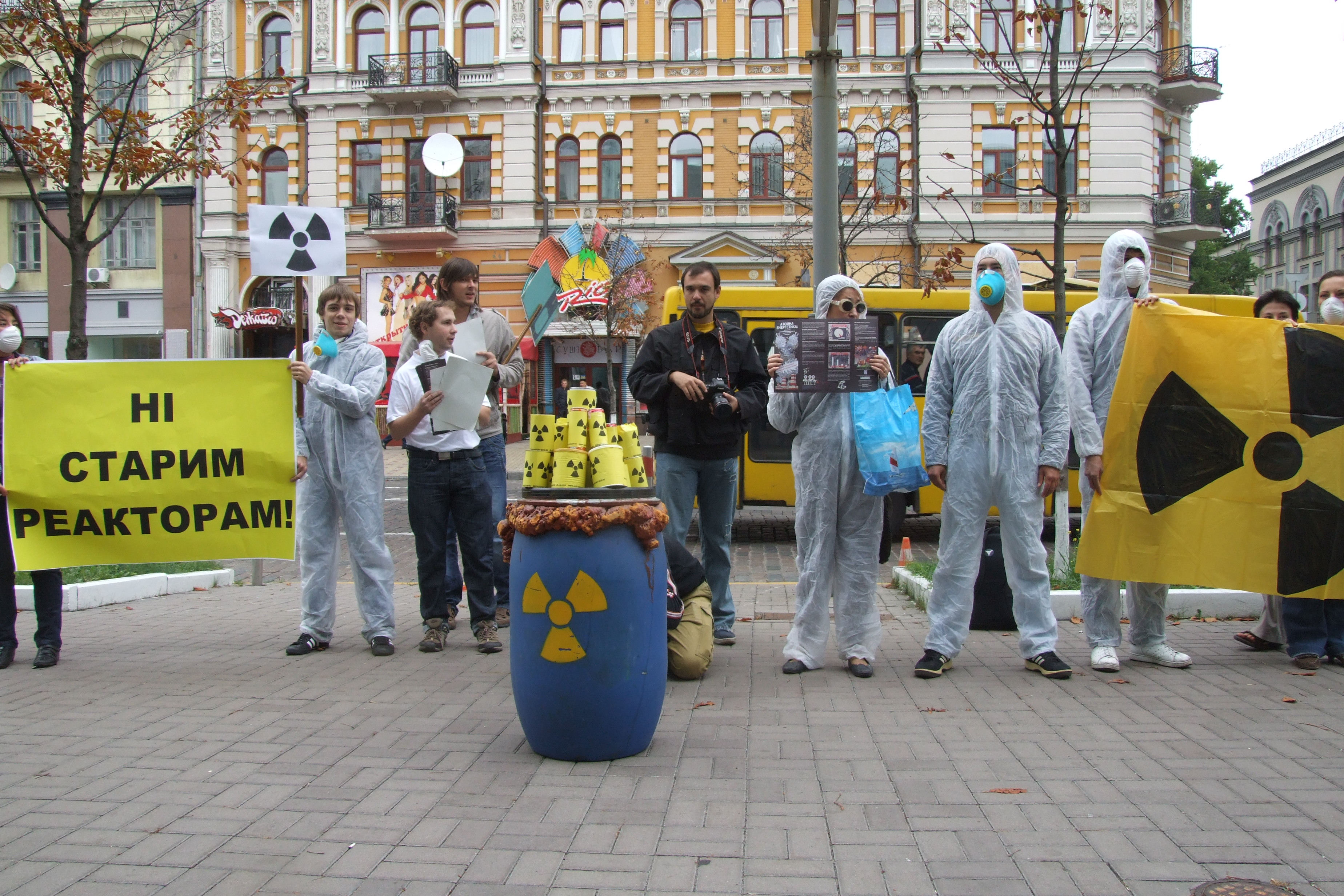
Anti-Atomkraft-Demonstration in Kiew (2010)

Die Anti-Atomkraft-Bewegung gewann in den 1980er Jahren in der Ukraine nach der Katastrophe im Kernkraftwerk von Tschernobyl im April 1986 erheblich an Bedeutung. Diese Tragödie führte zur Bildung von nichtstaatlichen Umweltorganisationen in dem zu dieser Zeit zur UdSSR gehörenden Land. Insbesondere entstanden zahlreiche Umweltverbände, die sich aktiv am Protest gegen Kernkraft beteiligten. Die Green World Association, Vorgänger der Grünen Partei der Ukraine, mit Ablegern in nahezu allen großen Städten der Ukraine, setzte sich intensiv für Fragen der Energie- und nuklearen Sicherheit ein. Die Vereinigung Ecology and Peace entstand als Reaktion auf den Baubeginn des Kernkraftwerks auf der Krim. Mit der Unabhängigkeit der Ukraine begann eine neue Phase im sozialen und politischen Leben, die durch das Fehlen staatlicher Kontrolle über soziale Bewegungen gekennzeichnet war. In dieser Zeit spielten Umweltorganisationen wie das National Ecological Center of Ukraine (NECU), die Ukrainian Nuclear Society, Greenpeace, Vereinigung Green World, die All-Ukrainian Ecological League, der Ecoclub und andere eine wichtige Rolle im Umgang mit nuklearen Energiefragen. Über Kundgebungen, Massenproteste und Unterschriftensammlungen hinaus fungierten die Umweltorganisationen zunehmend als Vermittler zwischen staatlichen Stellen, Fachleuten und der Gesellschaft. Sie leiteten Appelle an höchste staatliche Institutionen ein. Die Gruppen der Umweltschützer waren aktiv daran beteiligt, die Öffentlichkeit über die aktuelle Strahlungslage an Kernkraftstandorten, die Förderung alternativer Energiequellen und die Herausforderungen der Entsorgung nuklearer Abfälle zu informieren.
Im Zeitraum von Juni bis August 2015 wurde auf Anfrage des Nationalen Ökologischen Zentrums der Ukraine und des Büros der Friedrich-Ebert-Stiftung in Kiew eine umfassende Umfrage zu den Ansichten und Haltungen der ukrainischen Bevölkerung bezüglich Kernenergie vom Kyiv International Institute of Sociology durchgeführt. Demnach betrachteten 83 % der Ukrainer Kernenergie bei strenger Einhaltung der Sicherheitsvorschriften als akzeptable Energiequelle. 54 % davon befürworteten diese Energieform ausdrücklich. Ein vollständiger Atomausstieg wurde von 38 % der Bevölkerung befürwortet, 41 % unterstützten dies nicht. 60 % unterstützten die Beibehaltung der Kernenergie, inklusive 31 %, die den Bau weiterer Anlagen befürworteten.